# Упуда
Упуда (Батыриха) — река в России, протекает по Свердловской области. Устье реки находится в 642 км по правому берегу реки Уфа. Длина реки составляет 26 км. В 6,4 км от устья по правому берегу впадает река Индышняя.

## Данные водного реестра
По данным государственного водного реестра России относится к Камскому бассейновому округу, водохозяйственный участок реки — Уфа от Нязепетровского гидроузла до Павловского гидроузла, без реки Ай, речной подбассейн реки — Белая. Речной бассейн реки — Кама.
По данным геоинформационной системы водохозяйственного районирования территории РФ, подготовленной Федеральным агентством водных ресурсов:
- Код водного объекта в государственном водном реестре — 10010201112111100020841.
- Код по гидрологической изученности (ГИ) — 111102084.
- Код бассейна — 10.01.02.011.
- Номер тома по ГИ — 11.
- Выпуск по ГИ — 1.